# 4663 Falta
A 4663 Falta (ideiglenes jelöléssel 1984 SM1) egy kisbolygó a Naprendszerben. Antonín Mrkos fedezte fel 1984. szeptember 27-én.